# موسى بن الحسن الدرقاوي
الشيخ موسى بن الحسن الدمياطي الدرقاوي المصري هو أحد قادة الجهاد بالجزائر إبان المقاومة الشعبية ضد المحتل الفرنسي (1831-1849م)، وقد طغت على حياته روح المغامرة والسفر، وصارت حياته كلها ترحالا وتنقلات وأسفارا بدأها بالسفر من مصر وأنهاها بالسفر من بلاد أولاد نايل إلى الزعاطشة مجاهدا ضد الاحتلال الفرنسي أين استشهد.

## المولد
وُلد الحاج موسى في ضواحي مدينة "دمياط" المصرية في نهاية القرن الثامن عشر (حوالي عام 1796م.) من أب يدعى "علي" توفي مع والدته وتركاه صغيرا. فربّاه جدّه المسمى" الحسين الجندي الرازي.

## رحلاته
وُلد موسى بن الحسن الدرقاوي في ضواحي مدينة دمياط المصرية في نهاية القرن الثامن عشر، وتوفي والداه وتركاه صغيرا فربّاه جدّه. انتقل إلى طرابلس الغرب سنة 1826 حيث تعلم العلوم الشرعية. ثم توجه إلى المغرب ومكث في جنوب المغرب لمدة سنتين، وبعد ذلك غادر نحو الأغواط في الجزائر، ومكث بها عامين، انتقل بعدها لمدينة مسعد سنة 1831، حيث رحب به سكانها وأصبح له الكثير من المريدين.
بعد توقيع الأمير عبد القادر الجزائري معاهدة ديمشال عام 1834 مع الفرنسيين، دعا الدرقاوي الناس للجهاد ضد فرنسا والأمير عبد القادر، وبالفعل نجح الدرقاوي في تجميع الآلاف من حوله، ودارت بين الدرقاوي والأمير عبد القادر معركة بالقرب من منطقة «وامري»، دامت حوالي 4 ساعات، انهزم فيها الدرقاوي.
تمت مطاردة الدرقاوي من قبل الجنرال الفرنسي «ماري مونج» في مدينة مسعد، حيث مكث هناك 3 سنوات، فتوجه جنوباً نحو متليلي الشعانبة سنة 1847.
تعاون الدرقاوي مع الشيخ أحمد بوزيان، أحد أعوان الأمير عبد القادر ضد المستعمر الفرنسي، لكن الفرنسيين حاصروهم، وأعطيت الأوامر بإبادة سكان واحة «الزعاطشة» التي يتحصنون بها بمن فيهم الأطفال، والنساء والشيوخ، وقـطع أشجار النخيـل، وحرق المنازل. وبعد شهور من المقاومة، وبتاريخ 26 نوفمبر/تشرين الثاني 1849 نسفت دار الشيخ بوزيان فسقط شهيدا، وأمر القائد العسكري الفرنسي «هيربيون» بقطع رأس الشيخ بوزيان، ورأسي ابنه والشيخ موسى الدرقاوي وتعليقهم على أحد أبواب مدينة بسكرة، ثم أرسلت جماجم بوزيان والدرقاوي إلى متحف باريس مع جماجم أخرى.
..
كلفه شيخ الزاوية بالتوجه غربا نحو المغرب. مكث الحاج موسى في جنوب المغرب لمدة سنتين وبعدها كان دخوله إلى معسكر مقر باي الغرب «حسان باي» وبعد ذلك غادر نحو الأغواط. 

## مكوثه بالأغواط
استقر موسى بن الحسن المصري  بمدينة الأغواط سنة 1829، في محاولة منه للترويج للطريقة المدنية (نسبة للشيخ سيدي محمد بن حمزة المدني) واستقبل سكان الأغواط الشيخ موسى استقبال الفاتحين متعطشين لرجال الدين على اختلاف أطيافهم، اعتقد السكان بكراماته إضافة للعلم الذي يحمله، أين انضم له عرش «الأحلاف» وبنوا له زاوية ومنحوه أراض وحدائق (تعرف الآن بزقاق الحجاج)، ومكث بها سنتين، التف الناس خلالها بالشيخ موسى بن الحسن، وتفاقم امتعاض الزاوية التيجانية بـ «عين ماضي» التي رأت فيه المنافس الكبير.

## انتقاله إلى مسعد
انتقل بعدها  لمدينة مسعد سنة 1831، أين رحب به سكانها من عرش أولاد نائل وأسّسوا له زاوية وأصبح له الكثير من مريدي الطريقة الدرقاوية، امتد نشاطها لمدينة قصر البخاري والمدية شمالا... أينما قام الشيخ موسى بن الحسن بتعيين مقاديم (جمع مقدم) بمنطقة التيطري منهم الشيخ بولنوار (من قبيلة هوارة)، الشيخ قويدر بن محمد، الحاج محمد بن عبد القادر (ذي الحجتين)، سي الطيب الكربوبي، عائلة بني حسن والحاج البشير بالبرواقية، وكذا الشيخ أحمد بن الوارث شيخ المدنية بتونس.

## رباط عين الخضراء
يذكر المؤرخ الفرنسي «آرنو» أن موسى الدرقاوي قد أقام سنة 1834 في عين الخضرة، بين مدينتي الزنينة (الإدريسية) والشارف وقتا تمكن فيه من الدعوة إلى طريقته الدرقاوية التي لاقت تجاوباً كبيراً من عرش العبازيز (أولاد سيدي عبد العزيز الحاج) مستغلا الوضعية السياسية المناسبة إثر توقيع الأمير عبد القادر الجزائري معاهدة دي ميشال في  26 فبراير 1834 ليقنع الناس بالجهاد ضد فرنسا والأمير عبد القادر زاعما أن هذا الأخير قد خان الدين والوطن.
والظاهر أن نية ابن الحسن لم تكن سيئة تجاه الأمير، لكنه كان ربما مفتقرا للتفكير الاستراتيجي الحربي الذي يسمح بتوقيف الحرب مدة معينة، فاعتبر أن معاهدة دي ميشال  بين الأمير وفرنسا تحالفا مع الكفار.

## التجييش لحرب الفرنسيين
وفي طريقه إلى العاصمة لخوض غمار الجهاد ضد الفرنسيين وإسقاط الأمير عبد القادر، كان أتباعه يزدادون شيئا فشيئا، واستطاع الحاج موسى تعبئة بعض قبائل جنوب التيطري إضافة لبعض من عروش الجلفة وسار بهم صوب المدية بجيش وصل تعداده حوالي 3000 فارس و 2000 من المشاة، متكون من حشد من راتلين وفرسان ورجال دين ورجال بارود ورعاة وجمّالة حيث أعلن النفير من أجل طرد الفرنسيين. وقدم إلى المدية في أبريل 1835 راكباً حماره (فسمي «بوحمار»)...فقام بفرض حصار على المدينة رفقة جيشه.
وتذكر بعض المصادر أن مدينة المدية لم تصمد أمام حصار الدرقاوي لها كما أن المدفع الوحيد الذي توفر للمدافعين عليها قد انفجر منذ الطلقة الأولى أما الحامية الفرنسية فانسحبت لعدم قدرتها على المواجهة، فظن أهل المدينة أن ذلك كرامة من الله لنصرة القائد الجديد فأدخلوه المدينة وجهروا له بالطاعة والولاء.
كان الأمير عبد القادر الجزائري بعد معاهدة دي ميشال مع الفرنسيين يفكر في ضرورة توسيع دولته من الناحية الشرقية بضم التيطري والمدية وبالاستيلاء على مليانة حتى يتمكن من محاربة المحتلين.
وفي 1835 دخل الأمير مليانة ونصب أخاه الحاج محي الدين الصغير على رأسها ثم فكر في المدية وكان عالما بأهميتها الجغرافية والإستراتيجية، فأراد ضمها لدولته بتنصيب محمد بن عيسى البركاني خليفة له، لكن نواحي المدية كانت خاضعة لنفوذ موسى بن الحسن الدرقاوي، فاستنجد السكان بالأمير عبد القادر (الغرب) وبأحمد باي (الشرق)، ونزل الأمير عبد القادر من مليانة في 20 أبريل 1835م، وحدثت المعركة بين الرجلين بالقرب من منطقة «وامري»، دامت حوالي أربع ساعات انهزم فيها ابن الحسن، واستطاع الفرار مع فلوله مخلفاً 90 قتيلاً وعدد كبير من الجرحى، فيما كانت خسائر قوات الأمير بسيطة جداً، ولجأ موسى بن الحسن لجبل موزاية رفقة خمسة أو ستة من أتباعه، ثم بعد صعوبات جمّة وصل لمدينة مسعد حيث بدأ تنظيم صفوفه من جديد.
تمت مطاردته من قبل الجنرال الفرنسي «ماري مونج» من مدينة مسعد، فلجأ لقبيلة بني لالة بالقبائل، حيث مكث هناك 03 سنوات، ثم توجه هارباً  جنوباً نحو متليلي سنة 1847، أينما تم الترحيب به لكثرة ما سمع الناس به واعتبروه منحة من السماء، وحاول الشيخ موسى توحيد الطرق الصوفية، وجمع أكبر عدد من الأتباع الذين كان أغلبهم من الفقراء والمعدمين حيث لم يلتحق به الميسورين أينما كان يفرض نظاماً قاسياً لمريديه حيث كانت مهمته الأولى التربية على منهاج المتصوفين، بتربية الأميين على التقشف ولبس المرقعة.

## ثورة الزعاطشة واستشهاده
حاول الشيخ أحمد بوزيان (أحد أعوان الأمير عبد القادر) بهدف إعطاء ثورته المسلحة بعدها الديني الاتصال بشيوخ الطرق والزوايا  والعروش لتحضير ثورة الزعاطشة (واحات بسكرة)، من بينها الاتصال بالشيخ موسى بن الحسن المصري الدرقاوي،  الذي رحب بالجهاد، فعرج على مدينة مسعد واصطحب معه حوالي 80  مقاتل من أولاد نائل.
قاوم الشيخ الدرقاوي ببسالة الحصار المفروض عليهم بالواحات رفقة مجاهدي أولاد نائل وبوسعادة والمسيلة ممن التحقوا  بإخـوانهم في الزعاطشة، وأعطـيت الأوامر  بإبادة سكان الـواحـة بما فيهم الأطفال، النساء والشيوخ  وقـطع أشجار النخيل، وحرق المنازل، وبتاريخ 26 نوفمبر 1849 نسفت دار الشيخ بوزيان فسقط شهيدا، وأمر السفاح «هيربيون» بقطع رأس زعيم الثورة الشيخ بوزيان ورأسا ابنيه والشيخ الحاج موسى الدرقاوي وتعليقهم على أحد أبواب بسكرة.
وقدم الدكتور روبو شهادة مكتوبة إلى «المجلة الإفريقية» مفادها أنه هو من قام بإرسال جماجم بوزيان وبوبغلة وشريف تبسة (الشريف بوكديدة) ضمن مقتنيات أرسلها إلى متحف باريس تضم جماجم أخرى (من المؤكد أن فيها جمجمة الحاج موسى الدرقاوي). وأشار روبو إلى أنه قد تحصل على هذه الجماجم من «ريني فيتال» شقيق الدكتور فيتال الذي كان يملك «مقتنيات أنثروبولوجية» ويشغل منصب الطبيب الرئيسي لناحية قسنطينة. كما تضم المجموعة التي أرسلها روبو إلى المتحف أساور ومصابيح زيتية يبدو أنه قد جرى نهبها من المقابر الأثرية للمنطقة كما هو عهد الغزاة الفرنسيين.

## استرجاع رفاته
في الثالث من يوليو 2020 تم استرجاع جمجمة الشهيد الحاج موسى بن الحسن الدرقاوي من متحف الإنسان بباريس رفقة 24 رفات وجماجم قادة المقاومة الشعبية ورفاقهم بمناسبة الذكرى الـ58 للاحتفال باستقلال الجزائر
وفي الخامس من شهر جويلية 2020 تم دفن شهداء المقاومة الشعبية الـ24 بما فيهم موسى بن الحسن الدرقاوي بمربع الشهداء بمقبرة العالية (الجزائر العاصمة) في جنازة رسمية تعكس تضحيات هؤلاء الابطال. وقد شارك في الجنازة المهيبة الرئيس الجزائري عبد المجيد تبون وكبار المسؤولين في الدولة وضباط سامون في الجيش الشعبي الوطني.